# Glycymeris glycymeris
Glycymeris glycymeris är en musselart som först beskrevs av Carl von Linné 1758.  Glycymeris glycymeris ingår i släktet Glycymeris och familjen Glycymerididae. Inga underarter finns listade i Catalogue of Life.
Höger och vänster klaff av samma exemplar:

Höger klaff
Vänster klaff

## Bildgalleri

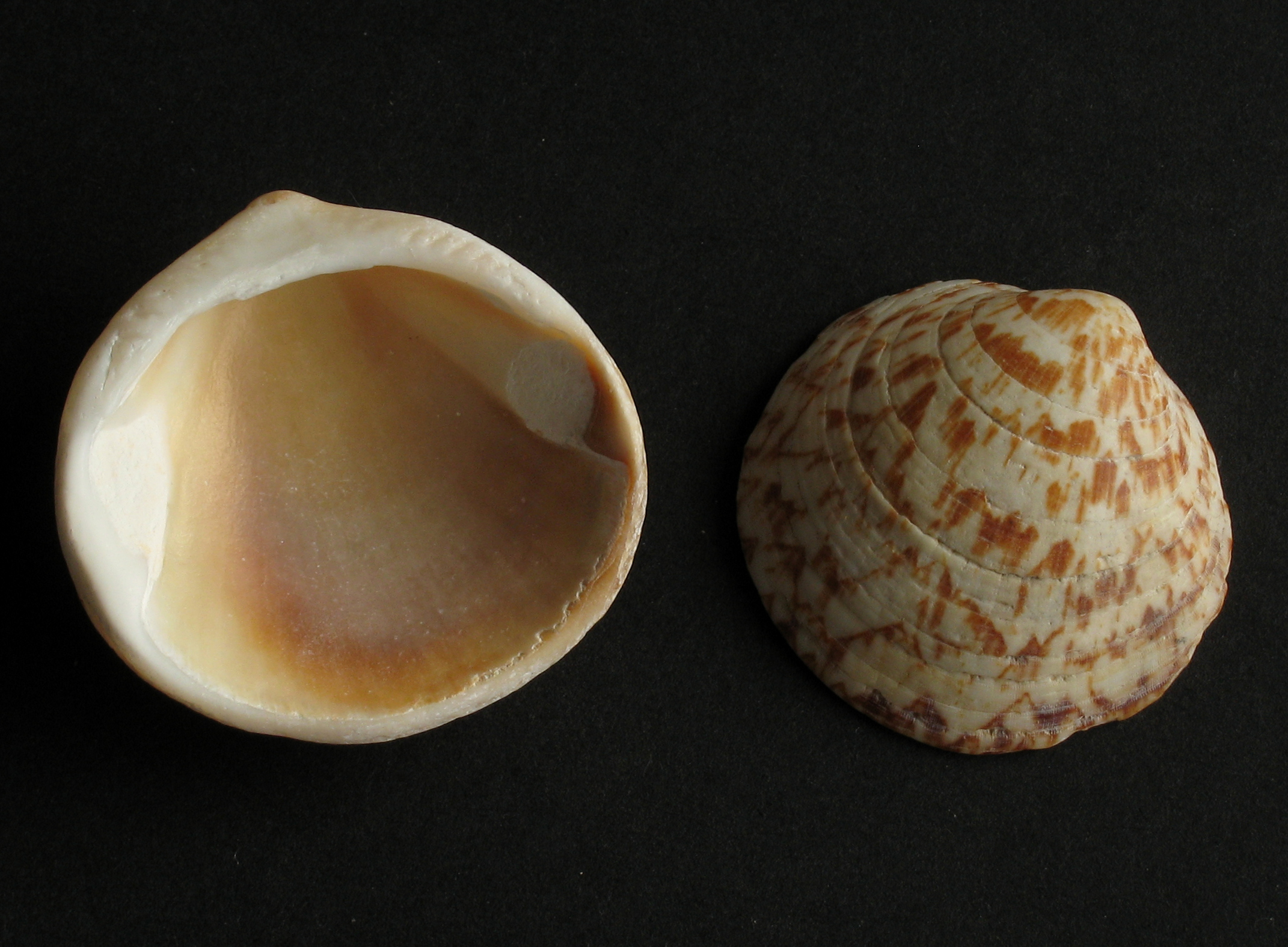